# Gratenvissen
De gratenvissen (Albulidae) vormen een familie van vissen in de orde Albuliformes van de straalvinnige vissen.

## Taxonomie
De hier gegeven lijst is volgens Nelson.
- Albula Scopoli, 1777
- Nemoossis Hidaka, Tsukamoto & Iwatsuki, 2016[1]
- Pterothrissus Hilgendorf, 1877